# Martha Raye
Martha Raye (Butte, 27 de agosto de 1916 - Los Angeles, 19 de outubro de 1994) foi uma atriz e cantora estadunidense. Ela apareceu em filmes como Alegria a Solta (1936), Amor Havaiano (1937), Quero um Marido (1938), Dois Aviadores Avariados (1941) e Pandemônio (1941).
Em 1969, a Academia de Artes e Ciências Cinematográficas concedeu à Raye o Prêmio Humanitário Jean Hersholt por seus esforços durante a segunda guerra. Ela também recebeu a Medalha Presidencial da Liberdade em 1993.
Raye foi indicada ao Prêmio Emmy em 1952 e 1953 por alguns especiais de TV e recebeu outra indicação em 1975 por um episódio de McMillan and Wife.

## Prêmios e indicações
Globos de Ouro de 1963
1. Melhor atriz coadjuvante por: A Mais Querida do Mundo (indicada)